# Zeche Mathiasfeld, Pauline Jung III, Elisabeth und Eisenfeld
Die Zeche Mathiasfeld, Pauline Jung III, Elisabeth und Eisenfeld ist ein ehemaliges Eisensteinbergwerk in Dortmund-Berghofen. Auf dem Bergwerk wurde neben Eisenstein auch Steinkohle abgebaut. Das Bergwerk war nur wenige Jahre in Betrieb. Das Bergwerk gehörte zum Märkischen Bergamtsbezirk und dort zum Geschworenenrevier Hörde.

## Bergwerksgeschichte
Am 29. August des Jahres 1850 wurde die Mutung auf das Mathiasfeld eingelegt. Am 27. März des Jahres 1851 wurde das Geviertfeld Mathiasfeld  für den Abbau von Eisenerz verliehen. Am 11. März des Jahres 1852 wurde die Mutung für das Feld Pauline Jung III eingelegt. Am 29. Januar des darauffolgenden Jahres wurde das Geviertfeld Pauline Jung III für den Abbau von Eisenerz verliehen. Im Jahr 1855 wurde auch Steinkohle gefördert. Aus diesem Jahr stammen die einzigen bekannten Förder- und Belegschaftszahlen. Es wurden mit zehn Bergleuten 2062 ⅞ preußische Tonnen Steinkohle gefördert. Am 3. Februar des Jahres 1859 konsolidierten die Grubenfelder Pauline Jung II und Mathiasfeld mit weiteren Grubenfeldern zur Zeche Josephine.